# Orthotomus castaneiceps
El sastrecillo filipino (Orthotomus castaneiceps) es una especie de ave paseriforme de la familia Cisticolidae endémica de Filipinas.

## Distribución y hábitat
Se encuentra únicamente en algunas islas del centro del archipiélago filipino: las Bisayas occidentales, Cebú, Masbate y Ticao. Su hábitat natural son los bosques húmedos tropicales de tierras bajas.